# Carebaco-Meisterschaft 2018
Die Carebaco-Meisterschaft 2018 (auch Carebaco International 2018) im Badminton fand vom 21. bis zum 24. August 2018 in Paramaribo statt.

## Sieger und Platzierte
| Disziplin    | Gold                                | Silber                               | Bronze                                  |
| ------------ | ----------------------------------- | ------------------------------------ | --------------------------------------- |
| Herreneinzel | Robert Mann                         | Sören Opti                           | Camilo Borst                            |
| Herreneinzel | Robert Mann                         | Sören Opti                           | Mitch Aubrey Nai Chung Tong             |
| Dameneinzel  | Tamisha Williams                    | Priyanna Ramdhani                    | Rugshaar Ishaak                         |
| Dameneinzel  | Tamisha Williams                    | Priyanna Ramdhani                    | Katherine Wynter                        |
| Herrendoppel | Shae Michael Martin Dakeil Thorpe   | Dylan Darmohoetomo Gilmar Jones      | Johanthan Mangra Narayan Ramdhani       |
| Herrendoppel | Shae Michael Martin Dakeil Thorpe   | Dylan Darmohoetomo Gilmar Jones      | Mitchel Wongsodikromo Kevin Yao Lin Zou |
| Damendoppel  | Monyata Riviera Tamisha Williams    | Chequeda De Boulet Priyanna Ramdhani | Imani Mangroe Mary-Ann Zhong            |
| Damendoppel  | Monyata Riviera Tamisha Williams    | Chequeda De Boulet Priyanna Ramdhani | Avril Plaza Marcelle Sabrina Scott      |
| Mixed        | Dylan Darmohoetomo Crystal Leefmans | Dakeil Thorpe Tamisha Williams       | Cory Fanus Monyata Riviera              |
| Mixed        | Dylan Darmohoetomo Crystal Leefmans | Dakeil Thorpe Tamisha Williams       | Narayan Ramdhani Priyanna Ramdhani      |
| Teams        | Barbados                            | Suriname                             | -                                       |